# La Compagnie
公务航空（法語：La Compagnie Boutique Airline）是一家法国的全商务舱航空。該公司目前只运营跨越大西洋的洲际航线，並主打便宜價格與商務艙等的享受，总部设在巴黎奧利机场。過去曾經營倫敦蓋威克機場至纽瓦克自由国际机场的航班，然而該航線已被取消，現只營運經營巴黎和尼斯至纽瓦克自由国际机场的航班。

## 機隊
截至2019年10月，公務航空機隊如下：
| 空中巴士A321neo | 2 | — | 76 | 76 |  |  |  |
| 總計            | 2 | — |    |    |  |  |  |